# Brudzyń (Groot-Polen)
Brudzyń is een plaats in het Poolse district  Turecki, woiwodschap Groot-Polen. De plaats maakt deel uit van de gemeente Brudzew en telt 350 inwoners.